# 328

## Esdeveniments
- S'inaugura el pont de Constantí, construït sobre el Danubi entre Sucidava (Corabia, Romania) i Oescus (Gigen, Bulgària),amb construcció de l'arquitecte romà Theophilus Patricius.[1]
- Mor el rei lakhmid Imru' al-Qays ibn 'Amr. El seu epitafi, la inscripció Namara, és una font important per a la llengua àrab.[2]
- Inici de l'imperi maia a partir de les evidències arquitectòniques.[3]
- La capital de l'Imperi Romà es trasllada a Constantinoble.

## Necrològiques
- Mor Santa Helena, esposa de l'emperador romà Constanci I. La tradició cristiana diu que va trobar la veritable creu a Palestina.